# متیو کاسوویتس
متیو کاسوویتس (به انگلیسی: Mathieu Kassovitz) کارگردان، تهیه‌کننده، فیلم‌نامه‌نویس و بازیگر اهل فرانسه است. پدر وی از یهودیان اهل مجارستان و مادر وی کاتولیک اهل فرانسه است.

## جوایز
- جایزه بهترین کارگردان (جشنواره فیلم کن) ۱۹۹۵
- جایزه سزار

## فیلمشناسی
- سرنوشت شگفت‌انگیز املی پولن (۲۰۰۱)
- بابل پس از میلاد (۲۰۰۸)
- گوتیکا (۲۰۰۳)
- آدم‌کش(ها) (۱۹۹۷)
- نفرت (۱۹۹۵)
- دختر روز تولد (۲۰۰۱)